# Tunay Acar
Tunay Acar (* 30. April 1989 in Wiesbaden, Deutschland) ist ein türkischer Fußballspieler.

## Karriere
Acar spielte von 2007 bis 2010 beim SV Wehen Wiesbaden, wo er überwiegend in der zweiten Mannschaft zum Einsatz kam. Nach einem kurzen Gastspiel beim türkischen Erstligisten Eskişehirspor, wo er jedoch kein Spiel für die Profimannschaft absolvierte, wechselte er 2010 zurück nach Deutschland zum SV Darmstadt 98.
2011 unterschrieb er einen Vertrag beim Bursaspor und wechselte in die türkische Süper Lig. Bei Bursaspor wurde er nach dem vorsaisonlischen Trainingscamp an den Drittligisten Adana Demirspor ausgeliehen. Mit diesem Verein erreichte Acar den Playoff-Sieg der TFF 2. Lig und damit den Aufstieg in die TFF 1. Lig. Zum Saisonende kehrte er zu Bursaspor zurück und wurde dann für ein Jahr an Turgutluspor ausgeliehen.
Im Frühjahr 2014 wechselte er zum Zweitligisten Fethiyespor. Weitere Stationen in der Türkei waren Sivas Belediyespor (TFF 2. Lig, 2016–2018) und Pendikspor (TFF 2. Lig, 2018–2019). 2019 wechselte er zurück nach Deutschland, zum FV Biebrich 02 (Verbandsliga Hessen, 6. Liga), 2020 zur SV Zeilsheim (Hessenliga, 5. Liga) und 2021 zum FSV Hellas Schierstein (Gruppenliga Wiesbaden, 7. Liga).

## Erfolg
- Adana Demirspor:
  - Playoff-Sieger der TFF 2. Lig und Aufstieg in die TFF 1. Lig: 2011/12